# 全日空25号班机空难
全日本航空公司25號班機是一架從東京羽田機場飛往名古屋小牧機場的定期航班，1958年8月12日，一架註冊編號JA5045的道格拉斯DC-3執飛該航班。晚上8:30左右於伊豆半島下田市附近空域，對正位於附近的全日空16號班機(大阪往東京)。回報左側引擎狀況不好已停止，接下來要折返羽田機場的訊息，但在晚上8:55發出最後的訊息之後就失去消息。 
第二天，飛機殘骸在伊豆半島下田利島的海域被發現，包括3名機組員在內共33人死亡。最終，18人的屍體被找到，大部分屍體和飛機未被發現。由於飛機沉入海底600米，在當時是不可能打撈的。

## 事故原因
當時還沒有強制飛行機裝置飛行數據記錄器和駕駛艙通話記錄器，因此完全無法釐清事故的確實原因，回收到的廁所門是鎖上的狀態，代表在事故發生時可能有乘客正在使用廁所，這意味著墜落發生的非常突然。
引擎狀況不好加上手動陀螺仪故障。也有目击者声称看見右发动机起火，
此外，當時全日空所擁有的DC-3是從許多家美國航空公司蒐集買來的中古機，型號並不統一，因此全日空所運航的DC-3每架的駕駛室內諸如按鈕或儀表配置並不完全一致，可能造成駕駛員在修正姿勢水平儀時發生失誤，導致在黑夜中失去方向感而墜毀在海上，但由於沒有打撈駕駛室，因而無法證實。
在9月2日運輸大臣提出的事故調查報告上表示：事故原因可能為同時發生多重機械故障造成，但要查明實際原因是非常困難的。

## 事故影響
事故發生後，全日空得到了來自伊藤忠整備航空公司(現在的JAMCO)的整備士12名和日本航空的5名技術指導的支援，並且為了增加整備時間，將月營運時間從2900小時降到1800小時。
另外全日空獲得了5000萬日圓的政府補助金 ，將旗下的DC-3操作系統全部修改為一致。

### 备注
- 日本航空123號班機-27年後的8月12日，也在附近的伊豆半島发生。